# Leptogaster pictipennis
Leptogaster pictipennis là một loài ruồi trong họ Asilidae. Leptogaster pictipennis được Loew miêu tả năm 1858. Loài này phân bố ở vùng nhiệt đới châu Phi.